# 大熊湖
大熊湖（英語：Great Bear Lake）是加拿大北方針葉林帶的一個湖泊。它是世界第8大湖，北美洲第4大湖，完全位於加拿大境內的第一大湖（蘇必略湖和休倫湖面積更大但位在美加邊界上）。大熊湖位在加拿大西北地區，在北極圈上的北緯65度和北緯67度間，西經118度和西經123度間，海拔156公尺。
大熊湖名稱來自奇佩瓦揚語詞彙（意為大灰熊、水和人），後來又衍伸出甸尼人分支薩赫圖的名稱。湖岸的大灰熊山名稱也來自奇佩瓦揚語（意為熊和大山）。湖南岸的薩厚月（大灰熊山）半島和西岸的伊達橋（香草山）半島合起來組成加拿大國家歷史遺址薩厚月－伊達橋遺址。

## 歷史
甸尼人是歐洲人到達加拿大之前主要居住在大熊湖周遭的原住民族，在這之下又可細分成居住在西北岸的黑勒斯人、大熊河附近的奴人和其他山地人、東南岸的多格里布人（Tłı̨chǫ），與東岸的黃刀鎮人（T’atsaot’ine），以上合稱為薩圖甸尼人（Satudene，又稱北奴人）。因紐特人偶爾會造訪到湖的北岸加冕灣地區狩獵。
原住民過去時常在湖的釣活動別是在河流流入湖泊的地方。約翰尼·霍河流入的麥塔維什分支曾是的位置重大釣魚的地節慶點，該位置如同北岸和南岸能夠促進不同原住民族的交流，多格里布人和黃刀鎮人也常常在此地起爭執。大熊河流入大熊湖的地方迪林（意為水流動的地方）因為劉河流湍急而湖面免於結冰，提供當地原住民至少6,000年前就存在的良好全年釣魚環境。19世紀初抵達迪林地區的貿易商和探險家因為當地豐富的漁業環境深受著迷。西北公司1799年在迪林設置大熊湖的第一個商站。約翰·富蘭克林也在當地設立富蘭克林堡以作他1825年－1827年探險的冬季據點。富蘭克林一行人在大熊湖冰上的滑冰和曲棍球娛樂活動是加拿大最早有記錄的比賽實例之一。
大熊湖周遭地區的英語名稱多是在皮草貿易時期得名。亞歷山大·馬更些將奇佩瓦揚語的「大灰熊湖」譯成「大熊湖」。五個分支的名稱則是哈德遜灣公司裡曾經在富蘭克林的北方旅程中幫助他的五個成員的名字。
在皮草貿易時期，區域內的原住民時常在範圍內遷徙。連結大熊湖和大奴湖的運輸路線艾達小徑（Idaà Trail）沿途上有村莊或是狩獵和釣魚地點。1900年代以後更多甸尼人居住在迪林，其中一位重要的甸尼人先知祖父阿亞在1857出生。1921年北奴人（Sahtu Dene）在圖利塔簽署11號合約，合約範圍包括整個大熊湖區域。
1930年，大熊湖發生了重大變化，當時勘探者被湖東岸色彩鮮豔的岩石所吸引，隨後發現一個富含瀝青閃石和銀的礦床。瀝青閃石是鐳和鈾的主要來源，是一種黑色的重放射性礦物。因為20世紀初鐳在治療癌症的醫學應用，鐳特殊的價值導致勘探熱潮隨之而來。到1934年，大熊湖上已經設立三個礦場。最早發現礦產的地點金馬倫灣（後來的鐳港）後來成當地最大的礦場埃爾多拉多礦場。

直到1940年二次世界大戰爆發導致的人力短缺，鐳和銀都持續在大熊湖開採。1942 年，加拿大政府暗中支持埃爾拉多金礦有限公司重新開放最主要的埃爾多拉多礦場以提取鈾，在這之前它都被當作廢物處理。部分的鈾用於美國第二次世界大戰期間研究於核子武器的曼哈頓計畫。大熊湖的鈾礦開採到1960年埃爾多拉多礦場關閉，被後來戰後1964年到1982年回音灣有限公司的銀礦開採所取代。

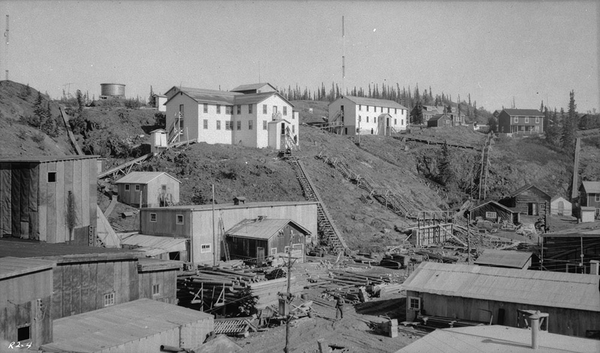
埃爾多拉多礦場

大多數礦工從加拿大南部或更遠的地方來到大熊湖。礦業公司聘請北奴人當作探礦者來尋找新的礦床。儘管大部分的大熊湖新移民喜歡自己釣魚和打獵，甸尼人會向在鐳港生活工作的居民出售肉和魚。大熊湖脆弱的環境乘載力使魚群數量在漁業活動頻繁以後漸漸枯竭。聯邦政府1944年－1945年完成對大熊湖的魚群環境調查，報告中描述該湖為「生物沙漠」，並宣布永久禁止商業捕魚作業。然而，當地的甸尼人捕魚和垂釣仍是被允許的，湖上的小屋仍然是垂釣者的造訪聖地。
迪林和鐳港的城鎮規模在1940和1950年代逐漸成長，更多的甸尼人聚集到城鎮裡，特別是1960年代採礦活動停止以後。隨著 20 世紀後期人們對鐳和鈾礦開採危害的認識不斷增加，過去曾為礦場的大熊湖周邊環境成為居住在迪林的甸尼人（也被稱作薩圖奧因人）發表政治訴求的契機。1998 年，一群人前往廣島，對政府從大熊湖岸邊提取鈾來當作對付遠方人民的武器表示極大的悲痛。
薩圖奧因人是推動保護和永續大熊湖周遭環境的領導者，特別是大熊湖在在地文化的特殊意義。他們致力於研究鈾礦對健康和環境的影響以及向政府追求地方自治。在他們的努力之下促成了1993年的「北奴人和梅蒂人綜合土地索賠協議」（Sahtu Dene and Métis Comprehensive Land Claim Agreement），解決他們在11號合約中喪失的大熊湖周邊土地的權利問題。

## 地理

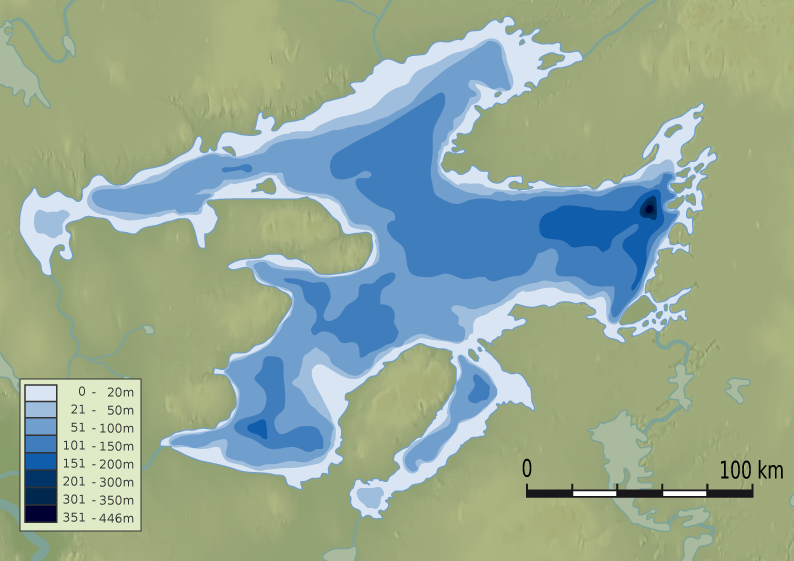
大熊湖水深圖

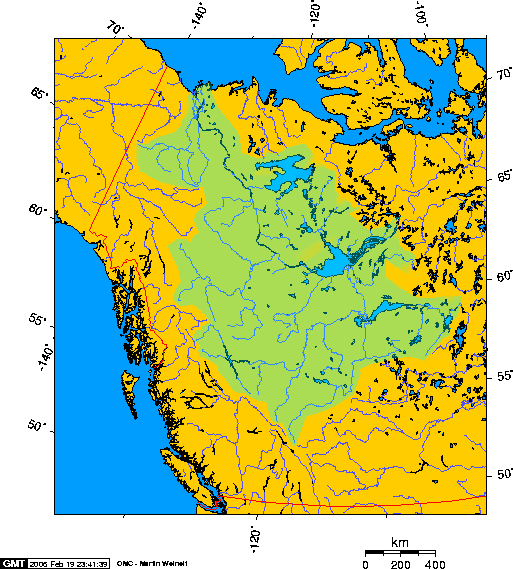
馬更些河流域圖顯示大熊湖在加拿大西北部的位置

大熊湖湖面面積31,153平方公里，蓄水量2,236立方公里，湖岸線長2,719公里。平均深度71.7公尺，最深可達446公尺。集水區面積114,717平方公里。大熊湖的結冰期從11月晚期持續到7月。
湖的外型輪廓不規則，有許多形狀突出的分支（Arm）：西北方的史密斯分支、東北方的迪斯分支、東南方的麥克塔維什分支、南方的麥克維卡分支、西南方的基思分支。迪林小鎮位在基思分支上，鄰近大熊河出流口。流入大熊河的河流有：白魚河、大雲杉河、霍爾丹河、血河、斯隆河、迪斯河、約翰尼·霍河。大熊河向西方流動，並在圖利塔匯入馬更些河。迪斯分支緯度最高，位在北極圈內，夏天為永晝。
大熊湖位在北方針葉林和凍原的交界上。湖的東北岸佈滿陡峭的懸崖、無數的島嶼，和峽灣似的湖岸；但湖的西南岸地形平坦，有豐富的雲杉林和大片的厚苔沼。西南岸因為大灰熊山和的香草山的關係海拔稍高。大熊湖知名於它清澈的湖水。1828年約翰·富蘭克林在一本書裡寫道，一張白布丟到水裡直到1噚（1.8288公尺）深都還可見。

## 氣候
| 迪林機場                                                   | 迪林機場      | 迪林機場      | 迪林機場      | 迪林機場      | 迪林機場     | 迪林機場    | 迪林機場    | 迪林機場    | 迪林機場    | 迪林機場      | 迪林機場      | 迪林機場      | 迪林機場      |
| 月份                                                       | 1月           | 2月           | 3月           | 4月           | 5月          | 6月         | 7月         | 8月         | 9月         | 10月          | 11月          | 12月          | 全年          |
| ---------------------------------------------------------- | ------------- | ------------- | ------------- | ------------- | ------------ | ----------- | ----------- | ----------- | ----------- | ------------- | ------------- | ------------- | ------------- |
| 历史最高湿热指数                                           | 2.8           | 0.5           | 3.8           | 16.6          | 22.8         | 29.8        | 33.5        | 31.8        | 22.9        | 20.5          | 2.4           | 0.3           | 33.5          |
| 历史最高温 °C（°F）                                        | 2.5 (36.5)    | 1.0 (33.8)    | 4.0 (39.2)    | 16.0 (60.8)   | 22.5 (72.5)  | 29.3 (84.7) | 31.0 (87.8) | 32.0 (89.6) | 23.5 (74.3) | 20.8 (69.4)   | 4.8 (40.6)    | 3.3 (37.9)    | 32.0 (89.6)   |
| 平均高温 °C（°F）                                          | −20.9 (−5.6)  | −18.5 (−1.3)  | −13.9 (7.0)   | −1.9 (28.6)   | 7.4 (45.3)   | 16.8 (62.2) | 19.4 (66.9) | 16.6 (61.9) | 10.2 (50.4) | −0.8 (30.6)   | −11.5 (11.3)  | −17.6 (0.3)   | −1.2 (29.8)   |
| 日均气温 °C（°F）                                          | −25.0 (−13.0) | −23.2 (−9.8)  | −19.5 (−3.1)  | −7.7 (18.1)   | 2.5 (36.5)   | 10.7 (51.3) | 13.3 (55.9) | 11.2 (52.2) | 5.7 (42.3)  | −3.9 (25.0)   | −15.4 (4.3)   | −22.0 (−7.6)  | −6.1 (21.0)   |
| 平均低温 °C（°F）                                          | −28.9 (−20.0) | −27.8 (−18.0) | −25.1 (−13.2) | −13.6 (7.5)   | −2.5 (27.5)  | 4.4 (39.9)  | 7.2 (45.0)  | 5.8 (42.4)  | 1.3 (34.3)  | −7.0 (19.4)   | −19.2 (−2.6)  | −26.3 (−15.3) | −11.0 (12.2)  |
| 历史最低温 °C（°F）                                        | −49.1 (−56.4) | −43.3 (−45.9) | −43.3 (−45.9) | −35.0 (−31.0) | −23.3 (−9.9) | −4.0 (24.8) | −1.8 (28.8) | −4.9 (23.2) | −13.3 (8.1) | −29.7 (−21.5) | −37.4 (−35.3) | −43.0 (−45.4) | −49.1 (−56.4) |
| 历史最低風寒指數                                           | −57.2         | −54.0         | −55.3         | −40.4         | −27.6        | −6.4        | 0.0         | −3.6        | −16.3       | −34.4         | −46.7         | −54.7         | −57.2         |
| 平均降水量 mm（）                                          | 10.3 (0.41)   | 11.2 (0.44)   | 10.3 (0.41)   | 10.1 (0.40)   | 14.8 (0.58)  | 24.3 (0.96) | 40.3 (1.59) | 43.2 (1.70) | 39.5 (1.56) | 31.1 (1.22)   | 21.7 (0.85)   | 11.9 (0.47)   | 268.7 (10.58) |
| 平均降雨量 mm（）                                          | 0.0 (0.0)     | 0.0 (0.0)     | 0.0 (0.0)     | 0.1 (0.00)    | 12.2 (0.48)  | 24.2 (0.95) | 40.3 (1.59) | 43.2 (1.70) | 37.1 (1.46) | 4.9 (0.19)    | 0.4 (0.02)    | 0.0 (0.0)     | 162.3 (6.39)  |
| 平均降雪量 cm（）                                          | 13.0 (5.1)    | 16.9 (6.7)    | 17.1 (6.7)    | 12.3 (4.8)    | 3.4 (1.3)    | 0.2 (0.1)   | 0.0 (0.0)   | 0.0 (0.0)   | 2.4 (0.9)   | 32.2 (12.7)   | 35.2 (13.9)   | 17.3 (6.8)    | 150.0 (59.1)  |
| 平均降水天数（≥ 0.2 mm）                                   | 5.4           | 6.8           | 7.5           | 3.9           | 6.1          | 8.0         | 10.4        | 12.3        | 12.4        | 12.4          | 10.1          | 7.2           | 102.4         |
| 平均降雨天数（≥ 0.2 mm）                                   | 0.0           | 0.0           | 0.0           | 0.2           | 4.5          | 8.0         | 10.4        | 12.3        | 11.8        | 2.4           | 0.1           | 0.0           | 49.7          |
| 平均降雪天数（≥ 0.2 cm）                                   | 6.7           | 7.5           | 9.4           | 4.2           | 1.7          | 0.1         | 0.0         | 0.0         | 0.9         | 10.5          | 11.4          | 8.9           | 61.4          |
| 平均相對濕度（％）                                         | 74.9          | 76.1          | 76.7          | 75.0          | 63.0         | 54.5        | 58.2        | 62.1        | 65.7        | 82.6          | 82.5          | 76.1          | 70.6          |
| 来源：加拿大環境和氣候變化部加拿大氣候正常值1981年－2010年 |               |               |               |               |              |             |             |             |             |               |               |               |               |

## 地質

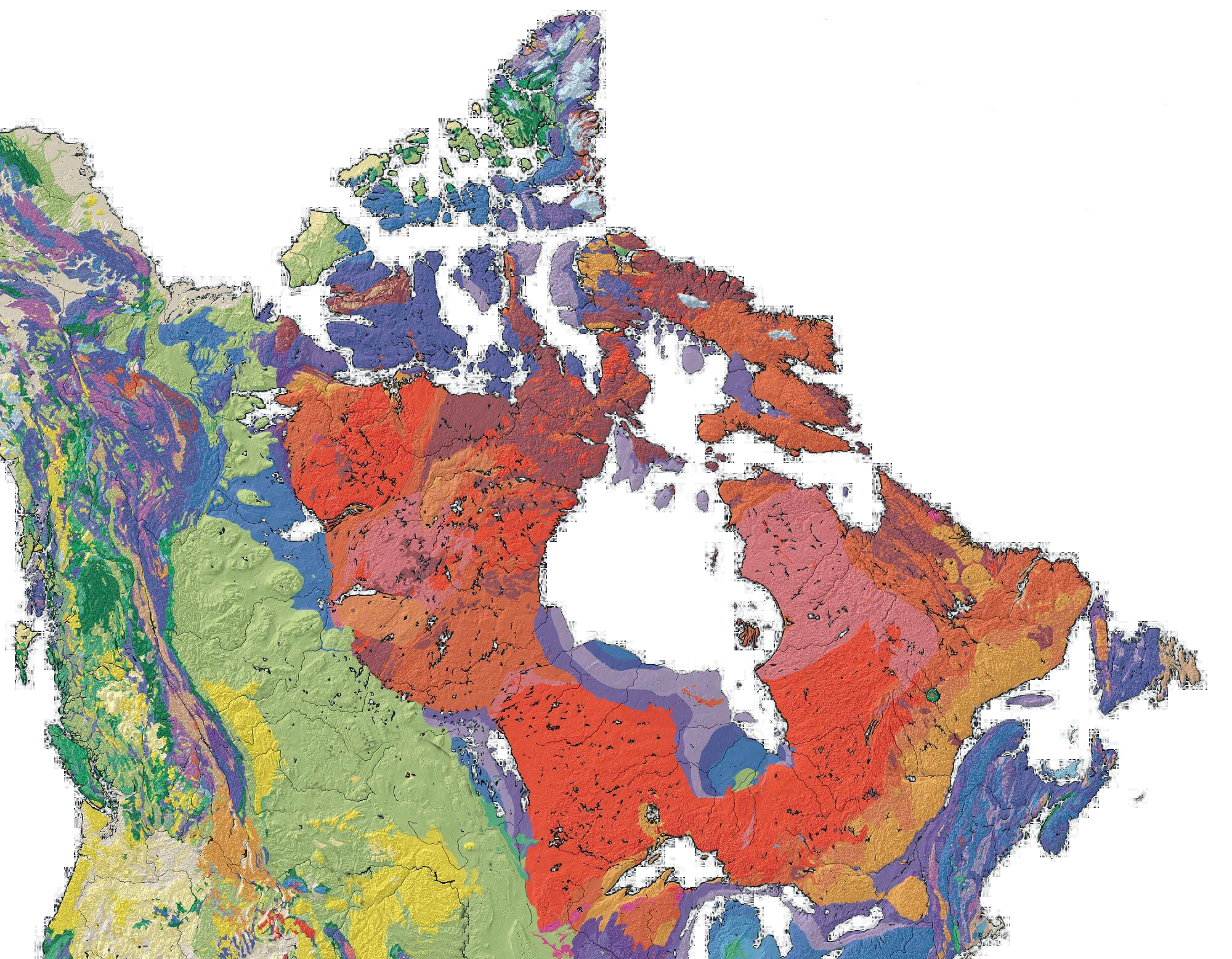
加拿大地質分區圖可見大熊湖位在分界上

大熊湖位在加拿大地盾喀山地區和加拿大內陸地台兩塊地文區的邊界上。大熊湖、大奴湖，和阿薩巴斯卡湖都是更新世麥康諾冰前湖的遺跡。在冰河融化以後，大熊湖經歷後冰期回彈。加拿大地盾上前寒武紀岩石形成麥克塔維什分支的東緣。這塊前寒武紀的地層是火成岩入侵的沉積岩和變質岩，形成岩脈和岩床。加拿大地盾和內陸地台的交會形成大部分的西岸，它是一條由石灰岩和白雲巖組成的狹窄奧陶系岩石帶，其中夾雜砂岩和礫岩。大熊平原主要由冰磧物組成，鋪在中生代未分裂的石灰岩地層上。該地區地勢平緩，海拔一般在300公尺以下，偶有如大灰熊山、香草山等丘陵，海拔可達450公尺。

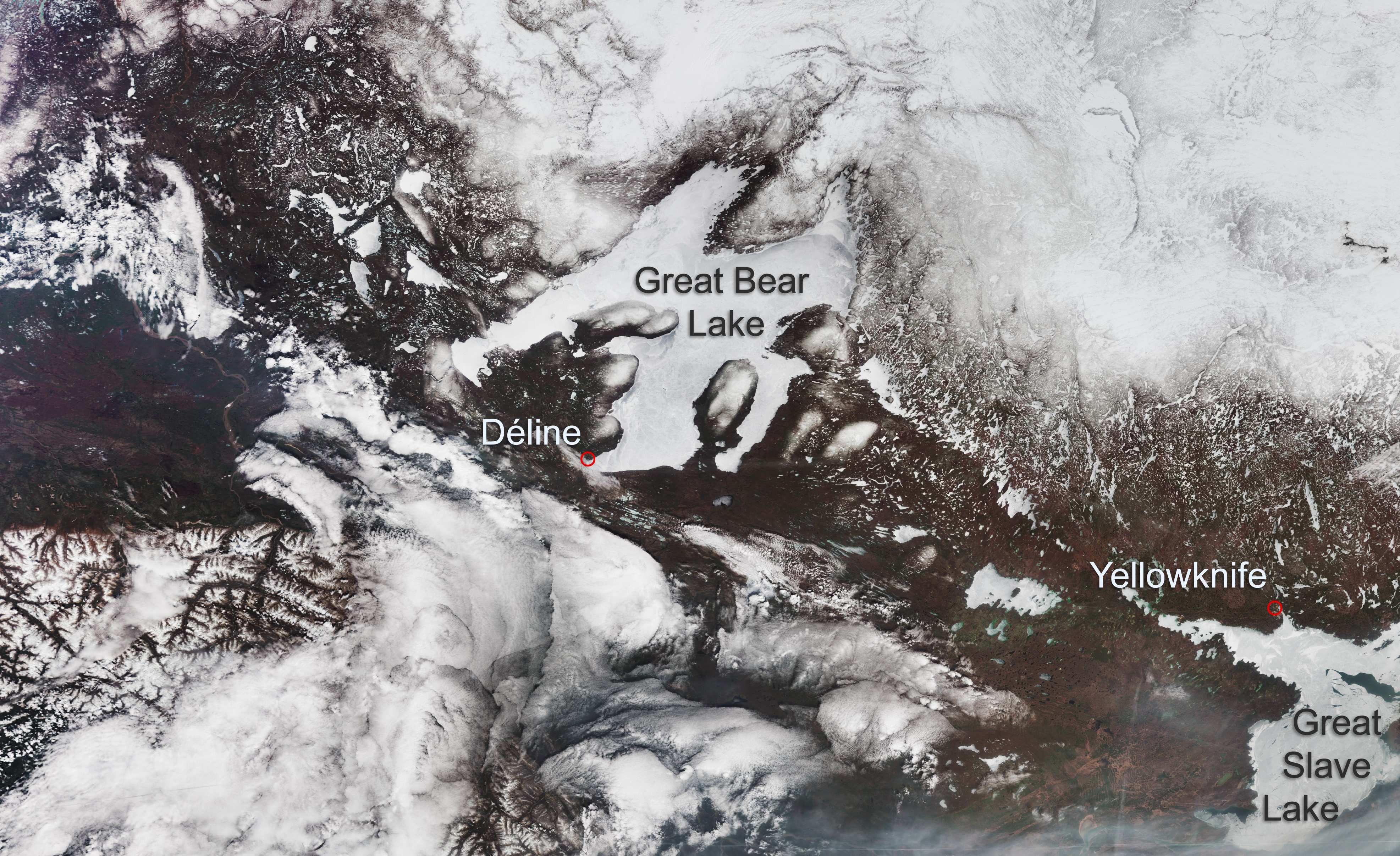
大熊湖和大奴湖冬季湖面結冰

在最近一次冰川作用的高峰期，馬更些河以東的大部分土地都被勞倫泰德冰蓋覆蓋，但大熊湖西邊的勞倫泰德冰蓋和科迪勒拉冰蓋之間已知存在一個未結冰的區域。大約10,000年前，冰緣與地盾邊界大致重合。冰層跨越地層北坡阻擋水分排出，形成麥康諾冰前湖覆蓋大熊湖和大奴湖及其之間的陸地。現在仍可在大熊湖的海拔145公尺之上看見冰前湖的水位遺跡。湖泊從東南方排出。隨著冰蓋逐漸退縮，陸地不均衡地反彈，導致地表明顯傾斜，並在西北方形成了一個流出口，也就成為現在的史密斯分支。隨著地表不斷變化，出口從史密斯分支改變到目前基思分支西端的位置。考古研究發現這個流出口威盛行於4,000年前，比現在的湖面高12公尺；後來的研究發現現在的大熊湖水位約成行於2,600年前。

## 生態
大熊湖的流入河大多流經養分貧乏的地表，再加上集水區小、長年在冷凍的環境之下，還有深度較大（最大到452公尺），大熊湖無法支撐起生態豐富的水生環境。在加拿大較大的湖之中，大熊湖擁有的魚種數量最少（僅有16種），且因為魚群不常在湖裡遷徙，湖的五個分支擁有各自獨立的種群。就大熊湖而言，生活在大熊湖沿岸温暖的浅水湾的生物多样性要高于深水区。鱼类中，湖红点鲑、湖白鲑、极北鲑等生活在深水区，生活在浅水湾的鱼类则包括白斑狗鱼、北极茴鱼、真亚口鱼等。除了如鱼类等大型动物，毛翅目、蜉蝣目、鞘翅目、𫌀翅目等无脊椎动物以及溞属、水螅属等不同的浮游动物也会生活在大熊湖的水体中。

## 交通
迪林位在大熊河上游的大熊湖湖畔。在湖面結冰時大熊湖上可形成一條迪林通往大熊河的冰路。

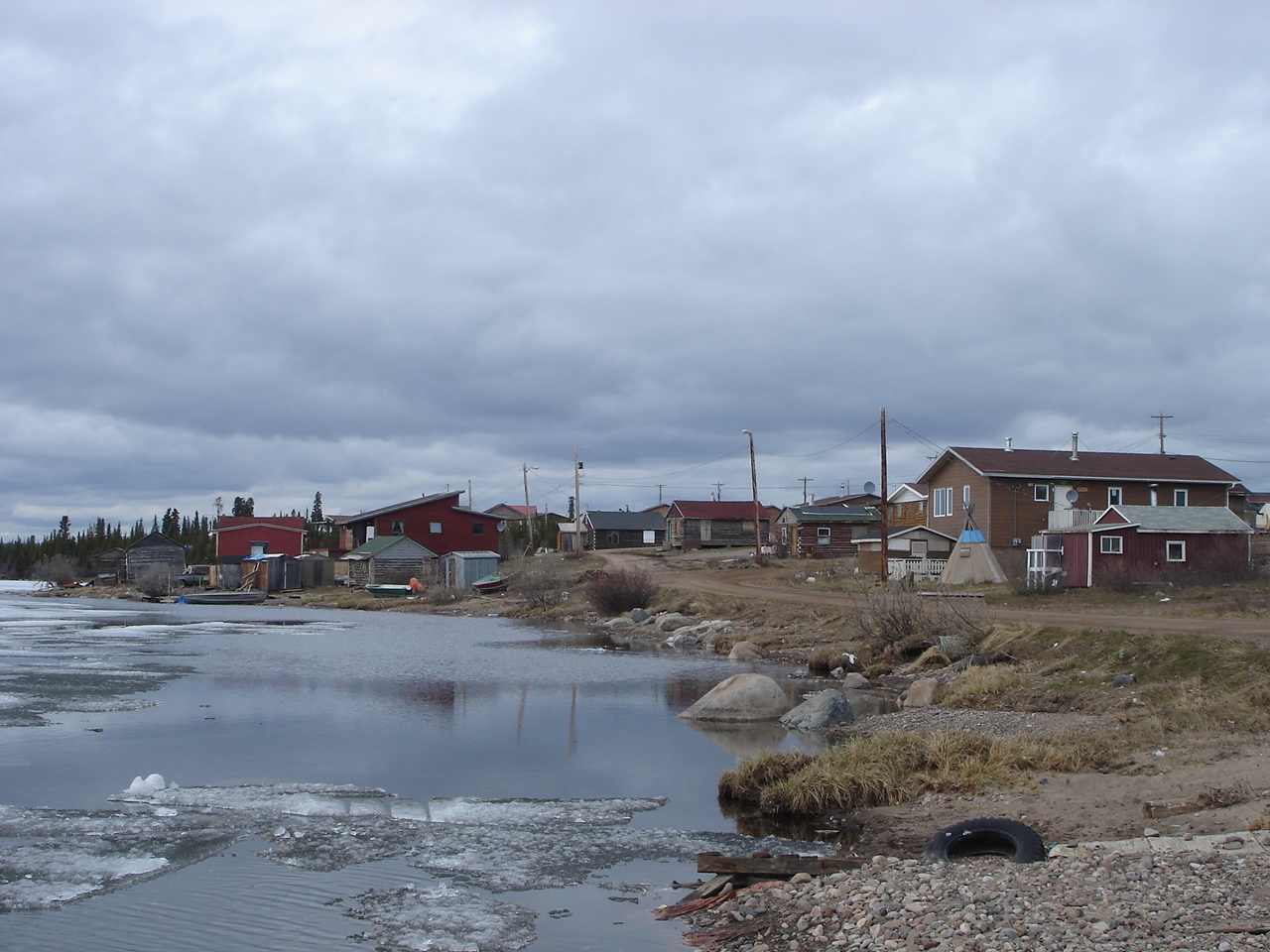
迪林位於大熊湖湖岸

2016年3月5日，在政府把冰路上的重量上限提高到40,000公斤幾天之後，一輛油罐車車輛部分掉進湖裡。那輛油罐車是迪林鎮的70輛補給車之一，載著約30,000公升的加熱燃料。意外發生的地點約距離迪林3公里，鄰近小鎮的取水口，那個地點同時也是熱門的釣魚地點。燃料最後在3月8日的2點清理完畢。
湖邊有三棟小屋，人們會到附近狩獵或釣魚。1995年，在大熊湖釣到一隻32.8公斤的湖鱒，在當時是世界上釣到最大的一隻魚。

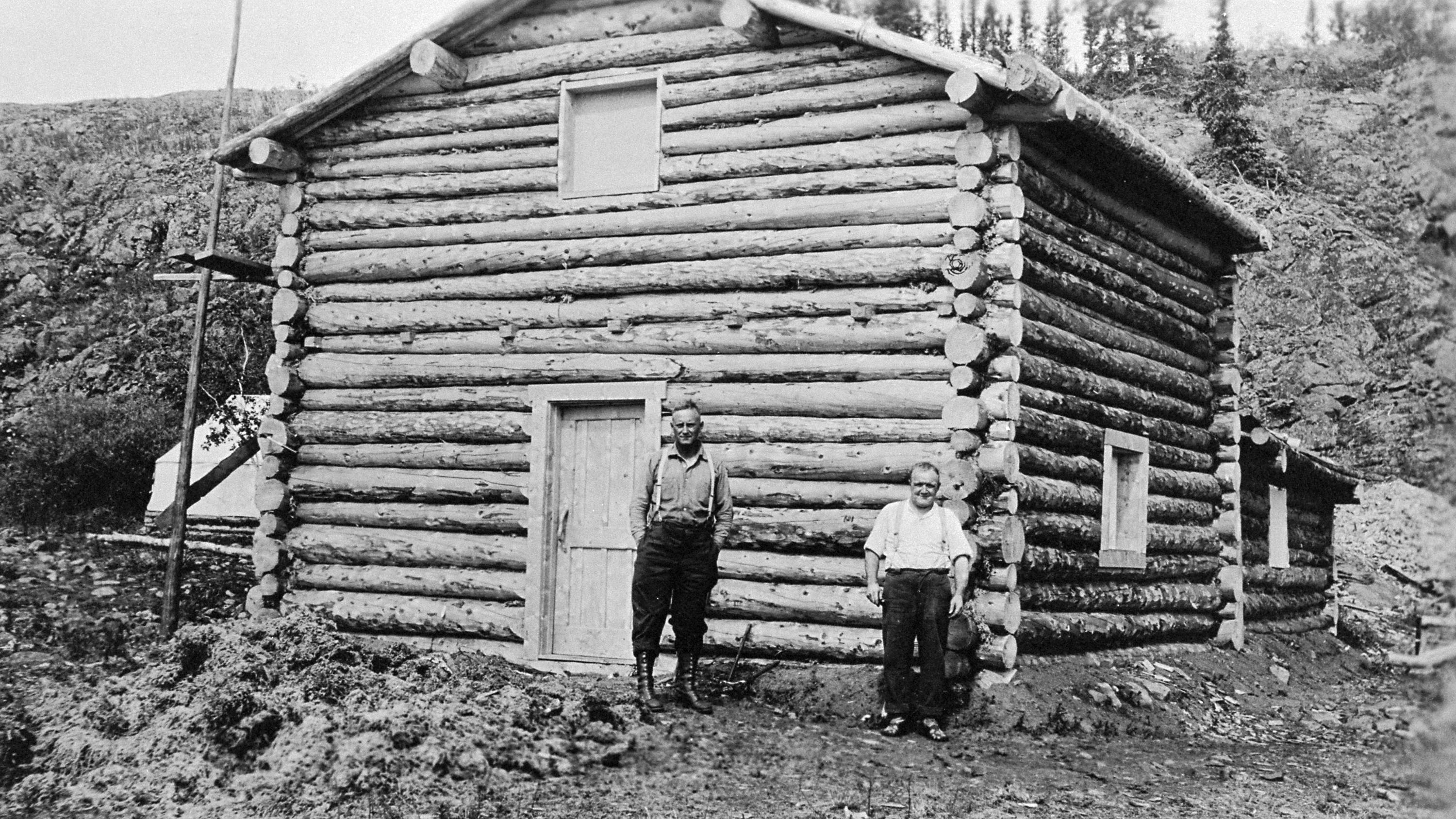
吉爾伯特和約翰·拉賓站在埃爾多拉多礦山的營地前

### 採礦
1900年8月加拿大地質調查局的詹姆斯·麥金托什·貝爾在回音灣附近發現鐵礦、銅礦、鈾礦，和鈷礦存在於地底的證據。1930年5月16日，探礦者吉爾伯特·拉賓在東岸發現高純度的瀝青鈾礦和銀礦，它後來開立埃爾拉多金礦有限公司（後改名為埃爾拉多採礦與提煉公司）。回音灣有限公司在1965年到1981年間租借鐳港的舊營地和磨坊來等待銀和銅的價格回復。

## 人文
大熊湖是甸尼人傳說故事雅莫利亞（關於巨大的英雄、動物和生活景觀的古老傳說）的一部分。1996年湖南岸的大灰熊山半島（薩厚月）和西岸的香草山半島（伊達橋）組成加拿大國家歷史遺址薩厚月－伊達橋遺址。薩厚月－伊達橋遺址是加拿大最大的國家歷史遺址，目的在承認和保護這些地方在甸尼人歷史文化中的重要性。然而，悠久的土地生活歷史絕不僅限於這個保護區，舉例來說北岸將大熊湖與狩獵馴鹿和麝牛的重要場地連接起來，當地的口傳歷史也詳細地記錄甸尼人和因紐瓦魯伊特人的互動。

### 預言
大熊湖在迪林人的身分認同、律法，和文化中是一個至高無上的存在，所以迪林人會竭盡所能的保護它。甸尼人先知埃索埃雷亞（ɂehtsǝ́o Erǝ́ya）曾發表30多個預言且都已實現。他對世界末日的預言稱，隨著世界乾涸，少數倖存的生命將湧向並終結在大熊湖的岸邊，這個湖被視為全體人類跳動的心臟。迪林人都會謹慎地去遵守這些預言，這些文化上的傳統成為當地自治和永續的推動力。

## 環境
大熊湖周遭過去的採礦活動為環境帶來巨大衝擊。雖然1950年代已處理大部分傾倒在湖床的鈾尾礦，放射性物質和重金屬仍存在於湖中及沉積於東岸的土壤中。近期研究發現鐳港附近的魚群身上積累的重金屬比湖的其他地方都還要多。約翰尼·霍河河中天然的汞已污染其中的魚群，程度足以引起健康問題，該地點以前重要的漁業活動已基本上不再盛行。

## 圖庫

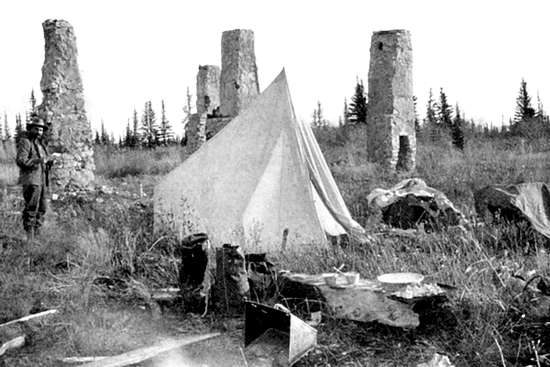
1911年迪斯河河口的信心堡（英语：Fort Confidence）遺跡
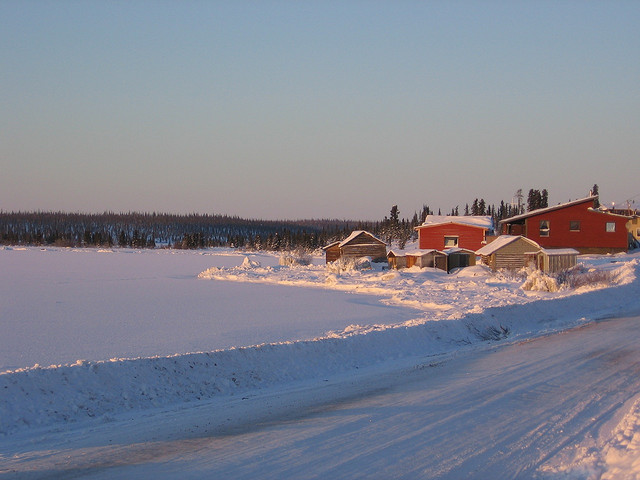
大熊湖的小鎮迪林（英语：Délı̨nę）
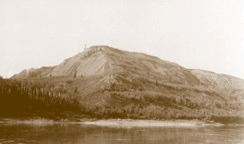
大熊湖大灰熊山
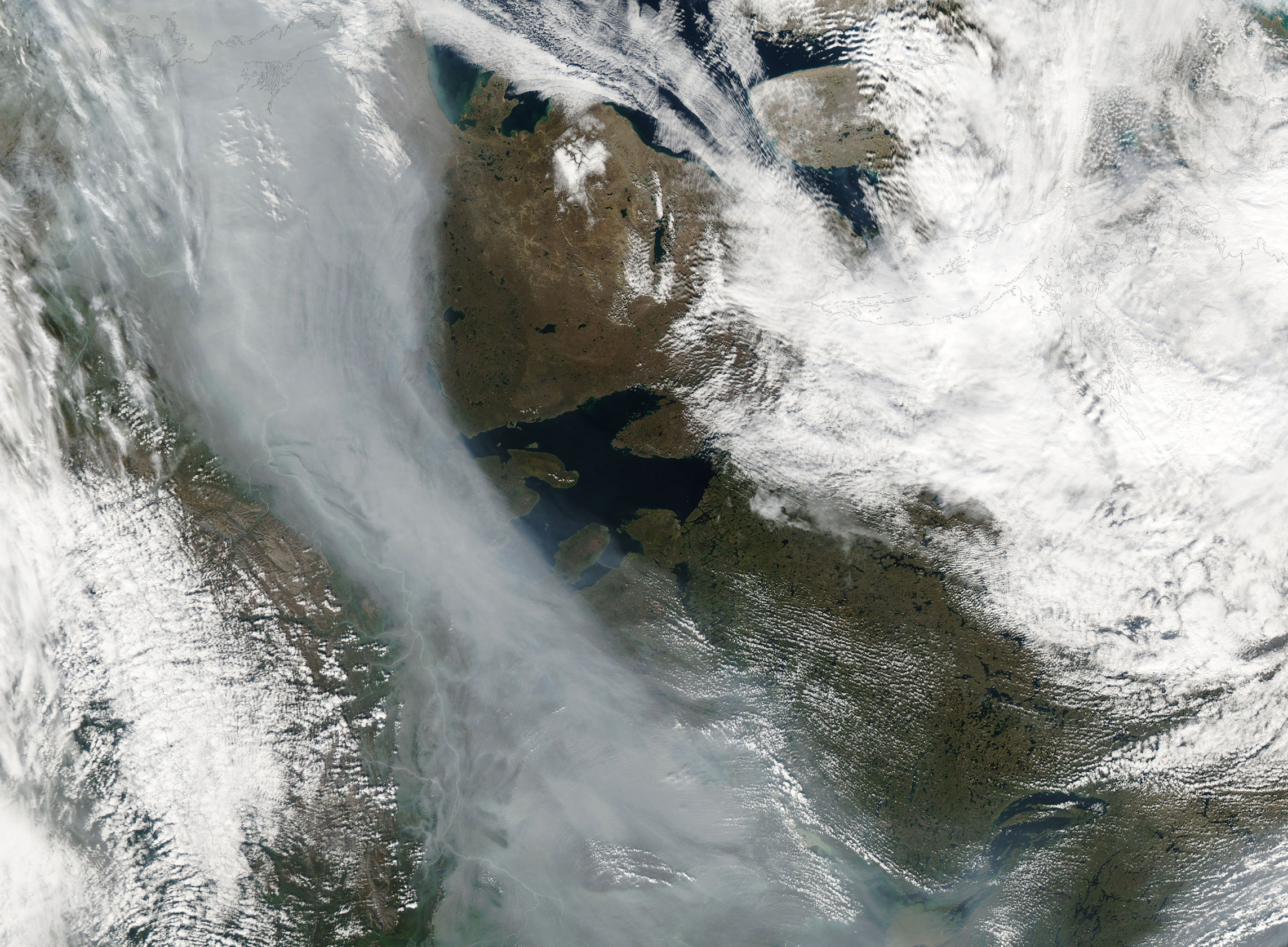
阿拉斯加的森林野火造成的煙霧吹到大熊湖上空
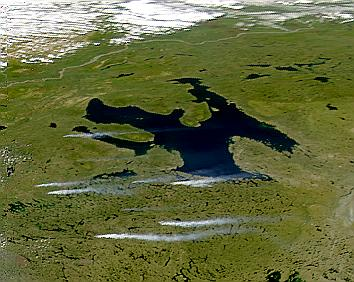
大熊湖，注意野火造成的煙霧

## 外部連結
- 1867 account of the lake （页面存档备份，存于） by William Carpenter Bompas